# リップタイド (アルバム)
『リップタイド』（Riptide）は、イギリスの歌手ロバート・パーマーが1985年に発表した、ソロ名義では8作目のスタジオ・アルバム。

## 背景
パーマーは本作に先がけて、パワー・ステーションのメンバーとして成功を収めるが、同バンドのツアーには参加せず、ソロ活動に戻った。とはいえ、パワー・ステーションのデビュー作をプロデュースしたバーナード・エドワーズは本作でも引き続き起用され、同バンドの正式メンバーのアンディ・テイラーとトニー・トンプソンもレコーディングに参加した。また、本作の参加ミュージシャンのうちウォーリィ・バドロウ、レニー・ピケット、フォンジ・ソーントンも、やはりパワー・ステーションのデビュー作に参加している。
タイトル曲は、ウォルター・ドナルドソンとガス・カーンの共作により1934年に発表された楽曲のカヴァーで、「トリック・バッグ」はアール・キングが1962年にシングル・ヒットさせた曲のカヴァーである。

## 反響・評価
全英アルバムチャートでは37週トップ100入りして最高5位を記録し、ソロ名義では初の全英トップ10アルバムとなった。アメリカでは合計90週にわたりBillboard 200入りし、最高8位を記録して自身唯一の全米トップ10アルバムとなり、1996年3月にはRIAAによりダブル・プラチナの認定を受けた。
Tim DiGravinaはオールミュージックにおいて5点満点中4.5点を付け「パワー・ステーションの音楽性を元にした作品だが、パーマーがトロピカルな趣味に走った安っぽい"Riptide"がアルバムの冒頭と最後に配されたのを除けば、特に欠点はない」と評している。

## 収録曲
1. リップタイド - "Riptide" (Walter Donaldson, Gus Kahn) - 2:27
2. ハイパーアクティヴ - "Hyperactive" (Robert Palmer, Tony Haynes, Dennis Nelson) - 5:10
3. 恋におぼれて - "Addicted to Love" (R. Palmer) - 6:03
4. トリック・バッグ - "Trick Bag" (Earl King) - 3:04
5. 心への愛 - "Get It Through Your Heart" (R. Palmer) - 2:51
6. ターン・ユー・オン - "I Didn't Mean to Turn You On" (James Harris III, Terry Lewis) - 3:44
7. フレッシュ・ウンド - "Flesh Wound" (R. Palmer, Frank Blair) - 3:45
8. ディシプリン・オブ・ラヴ - "Discipline of Love" (David Batteau, Don Freeman) - 6:08
9. リップタイド（リプライズ） - "Riptide (Reprise)" (W. Donaldson, G. Kahn) - 2:08

## 参加ミュージシャン
- ロバート・パーマー - ボーカル
- エディ・マルティネス - ギター
- アンディ・テイラー - ギター(on #3)
- ウォーリィ・バドロウ - キーボード
- ジェフ・ボヴァ（英語版） - キーボード
- ジャック・ウォルドマン - キーボード
- バーナード・エドワーズ - ベース(#8を除く全曲)
- ガイ・プラット - ベース(on #8)
- トニー・トンプソン - ドラムス(#5を除く全曲)
- ドニー・ウィン - ドラムス(on #5)
- レニー・ピケット（英語版） - サクソフォーン
- フォンジ・ソーントン（英語版）、ベニー・ディグス - バックグラウンド・ボーカル(on #3, #8)
- チャカ・カーン - ボーカル・アレンジ(on #3)